# Caudoviricetes

Typische Morphologie der Myoviren (Morphotyp A), Podoviren (Typ C) und Siphoviren (Typ B);
von links nach rechts.

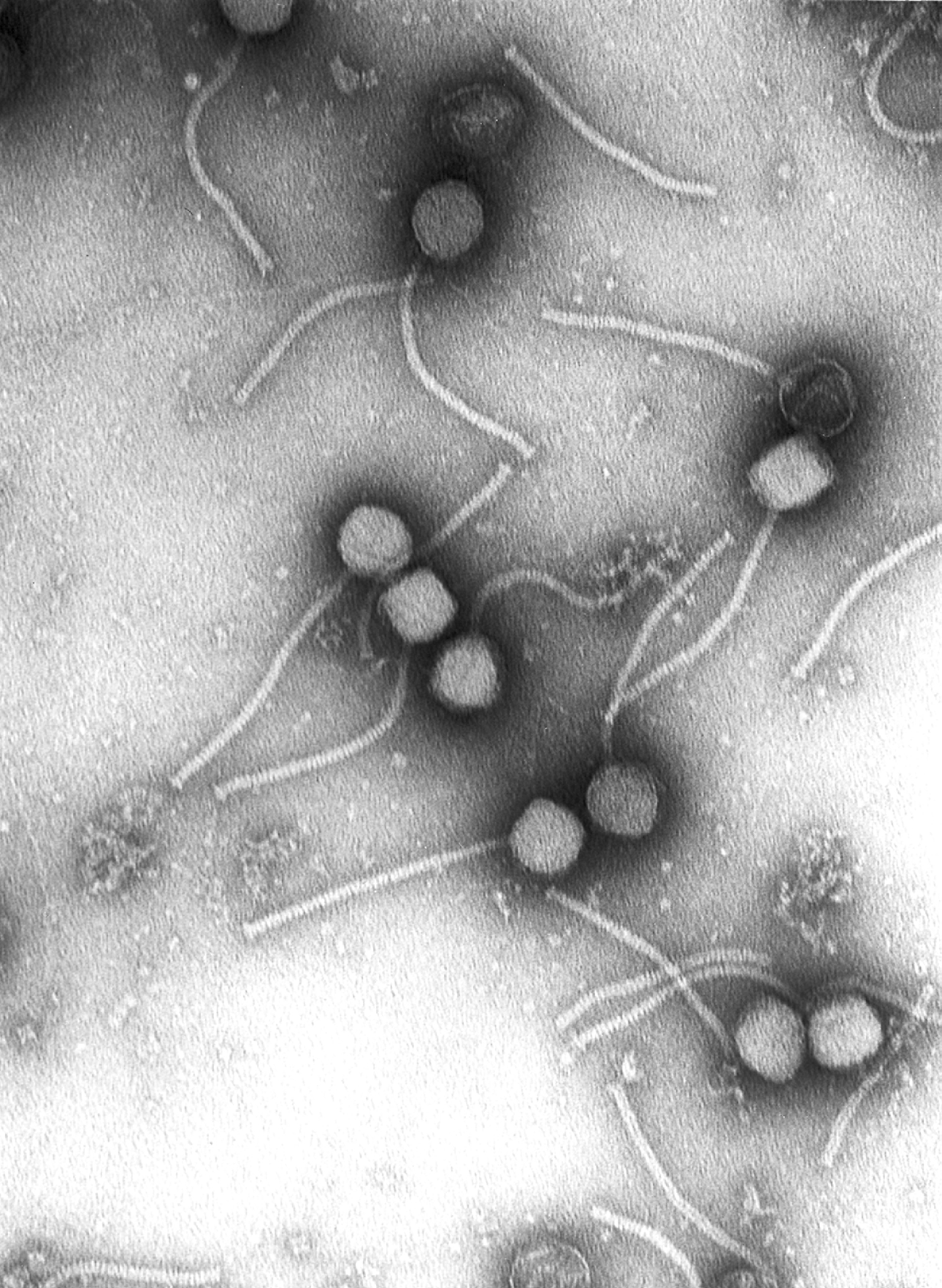
Bacillus-Phage Gamma (Gattung Wbetavirus, Siphoviren)

Caudoviricetes (von lateinisch cauda ‚Schwanz‘) ist eine Klasse von Viren, die Bakterien und Archaeen als Wirte nutzen und eine Kopf-Schwanz-Struktur besitzen, weshalb die Mitglieder der Caudoviricetes einerseits als Bakteriophagen klassifiziert, andererseits gelegentlich informell als Schwanzviren bezeichnet werden.
Die Klasse umfasste bis zum März 2022 nur eine einzige vom International Committee on Taxonomy of Viruses (ICTV) bestätigte Ordnung, Caudovirales.
Diese Ordnung war 1998 von Hans-Wolfgang Ackermann aufgrund von EM-Aufnahmen der Virionen als Supergruppe aller geschwänzten Bakteriophagen vorgeschlagen worden, was in der Folge vom ICTV bestätigt wurde.
Die klassische Unterteilung dieser Gruppe in Familien erfolgte ebenfalls hauptsächlich aufgrund der genauen Morphologie des am Kapsid sitzenden Schwanzstückes:
- Myoviren (englisch myoviruses, ehemalige Familie Myoviridae): Morphotyp A: langes kontraktiles Schwanzstück
- Siphoviren (en. siphoviruses, ehemalige Familie Siphoviridae): Morphotyp B: langes nicht-kontraktiles Schwanzstück
- Podoviren (en. podoviruses, ehemalige Familie Podoviridae): Morphotyp C: kurzes nicht-kontraktiles Schwanzstück.

In zunehmendem Maße erlangen aber Gen- und Genom- bzw. Proteom-Vergleiche für die Taxonomie an Bedeutung.
Es zeigte sich dabei, dass diese drei traditionellen morphologisch begründeten Familien nicht monophyletisch waren. Dies hatte zur Folge, dass Genomsequenzen (sog. Contigs) aus der Metagenomik im bestehenden System – mit fehlender Information über die Morphologie – nicht zugeordnet werden konnten.
Um dieses Problem zu lösen, hatte das ICTV zunächst verschiedene Gruppen aus diesen herkömmlichen Familien – zunächst formell noch innerhalb der damaligen Ordnung Caudovirales – in neue geschaffene Familien verschoben, darunter die Ackermannviridae, Autographiviridae (jetzt Ordnung Autographivirales), Chaseviridae, Demerecviridae und Herelleviridae.
Im März 2021 resultierten diese Bestrebungen in dem Vorschlag einer kompletten Reorganisation der Klasse unter Abschaffung der bisherigen Ordnung Caudovirales; sowie der Auflösung der damaligen polphyletischen Familien (Myoviridae, Podoviridae und Siphoviridae), wobei diese durch neue monophyletische Familien ersetzt werden und nur noch informall als nicht-taxonomische Gruppen zur morphologischen Klassifizierung (Morphotypen) bestehen bleiben.
Diesen Vorschlag hat das ICTV dann im März 2022 vollständig umgesetzt. Die Ordnung Caudovirales wurde aufgelöst.
Der Klade der aus der Metagenomik identifizierten crAss-like phages wurde dabei gemäß Vorschlag der Rang einer Ordnung Crassvirales gegeben und noch weitere Ordnungen eingerichtet. Neben den oben genannten bereits aus den herkömmlichen drei Familien (Morphotypen) ausgegliederten Familien wurden dabei weitere Familien definiert, etliche Unterfamilien verblieben aber zunächst noch ohne Familienzuordnung.

## Genom
Das Genom der Caudoviricetes ist unsegmentiert (monopartit), d. h. es besteht aus einem einzigen Molekül einer (gewöhnlich) doppelsträngigen DNA mit einer Größe von 18 bis 500 kBp (Kilobasenpaare). Es ist bei den klassischen Myo-, Sipho- und Podoviren linear, kann aber (wie bei den Crassvirales, en. crAss-like phages) auch als eine ringförmig geschlossene (zirkuläre) DNA vorliegen.
Neben den üblichen Nukleotiden des genetischen Codes besitzen die Caudoviricetes auch modifizierte, z. B. glykosylierte Basen (d. h. mit angehängten zusätzlichen Zuckerresten) oder 5-Hydroxymethylcytosin an Stelle von Cytosin.
Die DNA befindet sich in einem 45 bis 170 nm im Durchmesser großen ikosaedrischen Kapsid aus meist 72 Kapsomeren; das Schwanzstück kann bis zu 230 nm lang sein.
Das Genom kodiert für 27 bis über 600 Gene, deren Anordnung stark variiert. Das Genom kann von einzelsträngigen Lücken durchbrochen sein und im linearen Fall kovalent gebundene terminale Proteine besitzen. Im Bakterium können diese Caudoviricetes in das Nukleoid integrieren (Prophage) oder als lineares bzw. zirkuläres Plasmid in der Zelle verbleiben. Die Anzahl der isolierten Genome ist verhältnismäßig hoch, da die Caudoviricetes einem ständigen genetischen Austausch zwischen viralem und bakteriellem Genom wie auch dem horizontalen Austausch als Plasmid zwischen Bakterien unterliegen (siehe horizontaler Gentransfer). Es entsteht so eine Vielzahl von so genannten „Mosaiktypen“.

## Verbreitung
Die Caudoviricetes sind stammesgeschichtlich sehr alte Viren mit großen Populationsvarianten und weltweiter Verbreitung. Man schätzt, dass sich etwa 1031 Virionen der Caudoviricetes in der Biosphäre befinden, die aneinandergelegt einer Strecke von 2×108 Lichtjahren entsprächen. Die Caudoviricetes machen den überwiegenden Anteil des Virioplanktons in den Meeren und Gewässern aus.

## Systematik
Mit Stand 3. März 2025 kennt das International Committee on Taxonomy of Viruses (ICTV) die folgende Familien und Unterfamilien (ergänzt um einige Vorschläge in doppelten Anführungszeichen), wobei etliche Gattungen, Unterfamilien und Familien noch ohne Zuordnung sind:
Klasse Caudoviricetes
- Ordnung Adrikavirales –  Archaeenviren
  - Familie Satyavativiridae
    - Gattung Vyasavirus
      - Spezies Vyasavirus brisbanense[8][A. 1]
- Ordnung Autographivirales –  früher Familie Autographiviridae, ursprünglich Unterfamilie Autographivirinae und Mitglied der ehemaligen Familie Podoviridae; Morphotyp: Podoviren
- Ordnung Crassvirales – Klade crAss-like phages mit zirkulärem Genom, Morphotyp: Podoviren (ursprünglich als Mitglieder der ehemaligen Familie Podoviridae vorgeschlagen);[10][11][12][6][13] inklusive Gubaphagen.
- Ordnung Grandevirales (provisorisch auch „Caudoviricetes code 15 Clade“[14]) – vom Morphotyp Myoviren[15][16]
  - Familie Epsomviridae
  - Familie Lakviridae (Lak-Phagen)[15]
- Ordnung Juravirales – marin, Wirte: Ammoniak-oxidierende marine Archaeen der Klasse Nitrososphaeria: Mathaviren; Morphotyp: Siphoviren[17]
- Ordnung Kirjokansivirales – Archaeen-Viren der Halobacteria mit Kopf-Schwanz-Struktur (Podo- und Siphoviren)[18]
- Ordnung Magrovirales – marin, Wirte: Euryarchaeota der Ordnung Poseidoniales alias marine group II: Magroviren, Morphotyp: Siphoviren[17]
- Ordnung Methanobavirales – Archaeen-Viren der Methanbildner mit Kopf-Schwanz-Struktur, Siphoviren[18]
- Ordnung Nakonvirales – Archaeen-Viren[19]
- Ordnung Pantevenvirales
  - Familie Ackermannviridae – Morphotyp A: Myoviren (englisch myoviruses)[20]
  - Familie Kyanoviridae – Cyanophagen, mit Gattung Acionnavirus (ehem. Myoviridae): Myoviren
  - Familie Straboviridae – mit Unterfamilien Emmerichvirinae, Tevenvirinae, Twarogvirinae (alle ehem. Myoviridae): Myoviren
- Ordnung Thumleimavirales – Archaeen-Viren mit Kopf-Schwanz-Struktur (Myo- und Siphoviren)[18]
- ohne Ordnungszuweisung
  - Morphotyp A: Myoviren (englisch myoviruses)
    - Familie Andersonviridae (nur Unterfamilie Ounavirinae, ehem. Myoviridae)
    - Familie Arenbergviridae (neu 2023)
    - Familie Berryhillviridae (mit Gattung Ayohtrevirus, ehem. Myoviridae)
    - Familie Chaseviridae[21]
    - Familie Chimalliviridae (nur Unterfamilie Gorgonvirinae, ehem. Myoviridae)
    - Familie Connertonviridae (früher Unterfamilie Eucampyvirinae, ehem. Myoviridae)
    - Familie Herelleviridae (Myoviren[22])
    - Familie Lindbergviridae (Myoviren)
    - Familie Peduoviridae (ehemalige Myoviridae-Unterfamilie Peduovirinae)
    - Familie Vandenendeviridae
    - Familie Vertoviridae (Archaeenviren)
    - Familie Winoviridae (2 Gattungen)
    - keiner Familie zugeordnet
      - Unterfamilie Ceeclamvirinae
      - Unterfamilie Iiscvirinae
      - Unterfamilie Jameshumphriesvirinae
      - Unterfamilie Kantovirinae
      - Unterfamilie Stephanstirmvirinae
      - Unterfamilie Vequintavirinae

  - Morphotyp B: Siphoviren (englisch siphoviruses)
    - Familie Aliceevansviridae
    - Familie Assiduviridae (3 Gattungen)
    - Familie Casidaviridae
    - Familie Casjensviridae
    - Familie Colingsworthviridae
    - Familie Demerecviridae
    - Familie Drexlerviridae
    - Familie Duneviridae
    - Familie Ehrlichviridae
    - Familie Fervensviridae
    - Familie Forsetiviridae, ehemalige Unterfamilie Bclasvirinae
    - Familie Hodgkinviridae
    - Familie Jeanschmidtviridae (früher Unterfamilie Dolichocephalovirinae, ehem. Siphoviridae)
    - Familie Madisaviridae (Archaeenviren)
    - Familie Mesyanzhinovviridae
    - Familie Naomviridae (1 Gattung)[23]
    - Familie Orlajensenviridae
    - Familie Pungoviridae (Archaeenviren)
    - Familie Saparoviridae (Archaeenviren)
    - Familie Sarkviridae
      - Unterfamilie Guernseyvirinae (ehem. zu Siphoviridae)
      - ohne zugewiesene Unterfamilie (Gattungen Otakuvirus und Seretavirus)

    - Familie Speroviridae (Archaeenviren)
    - Familie Stackebrandtviridae (mit Vividuovirus vivi2)
    - Familie Stanwilliamsviridae
      - Unterfamilie Boydwoodruffvirinae (mit Gattung Karimacvirus ehem. Siphoviridae)
      - Unterfamilie Loccivirinae

    - Familie Suolaviridae (Archaeenviren)
    - Familie Trautnerviridae (mit Bacillus-Phage SPP1, Morphotyp Siphoviren)
    - Familie Verdandiviridae (Archaeenviren)[24][25]
    - Virion des Mycobacterium-Phagen Rey (Gattung Reyvirus, Familie Vilmaviridae).Familie Vilmaviridae
    - Familie Zierdtviridae
    - Familie „Suviridae“[26][27][A. 2]
    - keiner Familie zugeordnet
      - Unterfamilie Andrewesvirinae
      - Unterfamilie Arquatrovirinae
      - Unterfamilie Azeredovirinae
      - Unterfamilie Bclasvirinae

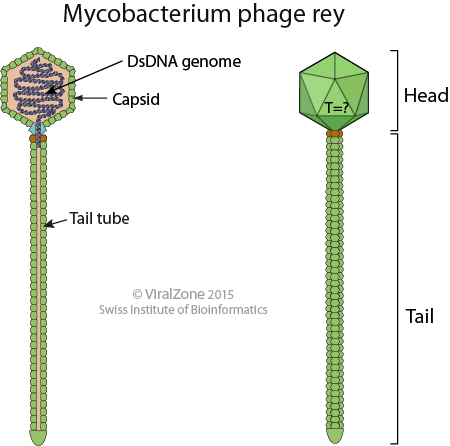
Virion des Mycobacterium-Phagen Rey (Gattung Reyvirus, Familie Vilmaviridae).

      - Unterfamilie Bronfenbrennervirinae
      - Unterfamilie Chebruvirinae
      - Unterfamilie Dclasvirinae
      - Unterfamilie Deejayvirinae
      - Unterfamilie Dovevirinae
      - Unterfamilie Gclasvirinae
      - Unterfamilie Gochnauervirinae
      - Unterfamilie Gracegardnervirinae
      - Unterfamilie Guarnerosvirinae
      - Unterfamilie Gutmannvirinae
      - Unterfamilie Hendrixvirinae
      - Unterfamilie Jondennisvirinae
      - Unterfamilie Kutznervirinae
      - Unterfamilie Langleyhallvirinae
      - Unterfamilie Mccleskeyvirinae
      - Unterfamilie Nclasvirinae
      - Unterfamilie Nymbaxtervirinae
      - Unterfamilie Pclasvirinae
      - Unterfamilie Queuovirinae
      - Unterfamilie Ruthgordonvirinae
      - Unterfamilie Sejongvirinae
      - Unterfamilie Skryabinvirinae
      - Unterfamilie Trabyvirinae
      - Unterfamilie Tybeckvirinae
      - Unterfamilie Weiservirinae

  - Morphotyp C: Podoviren (englisch podoviruses)
    - Familie Fredfastierviridae
    - Familie Grimontviridae
    - Familie Guelinviridae
    - Familie Madridviridae
    - Familie Mktvariviridae
    - Familie Pachyviridae
    - Familie Pervagoviridae
    - Familie Rountreeviridae
    - Familie Saffermanviridae
    - Familie Salasmaviridae
    - Familie Schitoviridae[28][29][6]
    - Familie Zobellviridae
    - Klade/Klade „Lambda-Supergruppe“ (en. „λ supergroup“, vorgeschlagen)[30]
      - Gattung Backyardiganvirus
      - Gattung Eagleeyevirus
      - Gattung Fromanvirus
      - Gattung Gladiatorvirus
      - Gattung Lambdavirus (früher Lambdalikevirus, λ‐like phages, Lambda-ähnliche Viren)
      - Gattung Lomovskayavirus
      - Gattung Skunavirus (früher Sk1virus, Skunalikevirus, Sk1likevirus, Sk1-like phages)
      - Gattung Turbidovirus
      - Gattung Veracruzvirus

    - keiner Familie oder Supergruppe zugeordnet
      - Unterfamilie Beephvirinae
      - Unterfamilie Eekayvirinae
      - Unterfamilie Sepvirinae
      - ohne zugewiesene Familien- oder Unterfamilienzuordnung
        - Gattung Lilyvirus
        - Gattung „Alteavirus“ (mögliche Schwesterklade der Schitoviridae)[28]

  - ohne bekannte Zuordnung zu einer Ordnung oder einer der drei obigen Morphotypen:
    - Familie Aggregaviridae
    - Familie Alisviridae
    - Familie Clermontviridae
    - Familie Felixviridae
    - Familie Fuxiviridae
    - Familie Helgolandviridae
      - Gattung Leefvirus
        - Spezies Polaribacter-Virus Leef (wiss. Leefvirus Leef)[31]

    - Familie Kleczkowskaviridae
    - Familie Konodaiviridae
    - Familie Kruegerviridae
    - Familie Kunpengviridae
    - Familie Ludisviridae
    - Familie Lutetiaviridae
    - Familie Mazoviaviridae
    - Familie Molycolviridae
      - Gattung Mollyvirus – zu unterscheiden von der vorgeschlagenen Gattung „Mollivirus“ (Mimiviridae)
        - Spezies Maribacter-Virus Colly (wiss. Mollyvirus colly)[32]
        - Spezies Maribacter-Virus Molly (wiss. Mollyvirus molly)[33]

    - Familie Nixviridae
    - Familie Pootjesviridae
    - Familie Toyamaviridae
    - Familie Umezonoviridae[A. 3]
    - Familie „Flandersviridae“[35]
    - Familie „Gratiaviridae“[35]
    - Familie „Quimbyviridae“[35]
    - Familie „Saltoviridae“[36]
    - ohne zugewiesene Familie
      - Unterfamilie Andregratiavirinae
      - Unterfamilie Beaumontvirinae
      - Unterfamilie Daemsvirinae
      - Unterfamilie Deeyouvirinae
      - Unterfamilie Feeclasvirinae
      - Unterfamilie Ferrettivirinae
      - Unterfamilie Heleneionescovirinae
      - Unterfamilie Joanripponvirinae
      - Unterfamilie Johnpaulvirinae
      - Unterfamilie Mcshanvirinae
      - Unterfamilie Munstervirinae
      - Unterfamilie Stanbaylleyvirinae
      - ohne zugewiesene Unterfamilie
        - Gattung „Chungbukvirus“[37] – war früher den Siphoviridae zugeordnet, weicht laut ICTV erheblich von diesen ab und hat Gemeinsamkeiten mit den Myoviridae; sie wird mit ihren Spezies vom ICTV aktuell nicht gelistet (wg. unvollständiger Genom-Daten).
        - Gattung „Pyrovirus“ – Wirte: Bakterien der Aquificae[38][39][40]
          - Spezies „Thermocrinis Octopus Spring virus“ (TOSV), Isolat OS3173 – Wirt: Thermocrinis (Aquificae), Fundort: Octopus Spring (Yellowstone-Nationalpark),[41][42] nicht zu verwechseln mit Toskana-Virus (TOSV)
          - Spezies „Thermocrinis Great Boiling Spring virus“ (TGBSV), Isolat GBS41 – Wirt: Thermocrinis (Aquificae), Fundort: Great Boiling Spring (GBS), Nevada[43][44]
          - Spezies „Aquificae Joseph’s Coat Spring Virus“ (AJCSV), Isolat JC39 – Fundort: Joseph’s Coat Spring[45][46] und Calcite Spring[47][48]
          - Spezies „Aquificae Conch Spring Virus“ (ACSV), Isolat Conch37 – Fundort: [Iron] Conch Spring im Shoshone Geyser Basin (Yellowstone-Nationalpark)[49]

        - ohne Zuordnung zu einem Taxon oder einer (oben genannten) Klade:
          - Spezies „Pseudomonas-Virus Ptobp6g“ (Typus)[50] (mit „Pseudomonas-Phage phi_Pto-bp6g“)[51]
          - Spezies „Streptococcus-Phage ω1“ (alias „Pneumococcus phage ω1“, auch „ω-1“)[52][53][54]
          - „Hydrogenobaculum phage HP1“ nahe verwandt mit der vorgeschlagenen Gattung „Pyrovirus“[38]
          - „Escherichia-Phage P4“ ist ein Satellitenvirus, das Phagen der Gattung Peduovirus (früher P2likevirus, Familie Peduoviridae, Morphotyp Myoviren) als Helfervirus benötigt, d. h. ein Satellitenphage.[55][56]

## Galerie

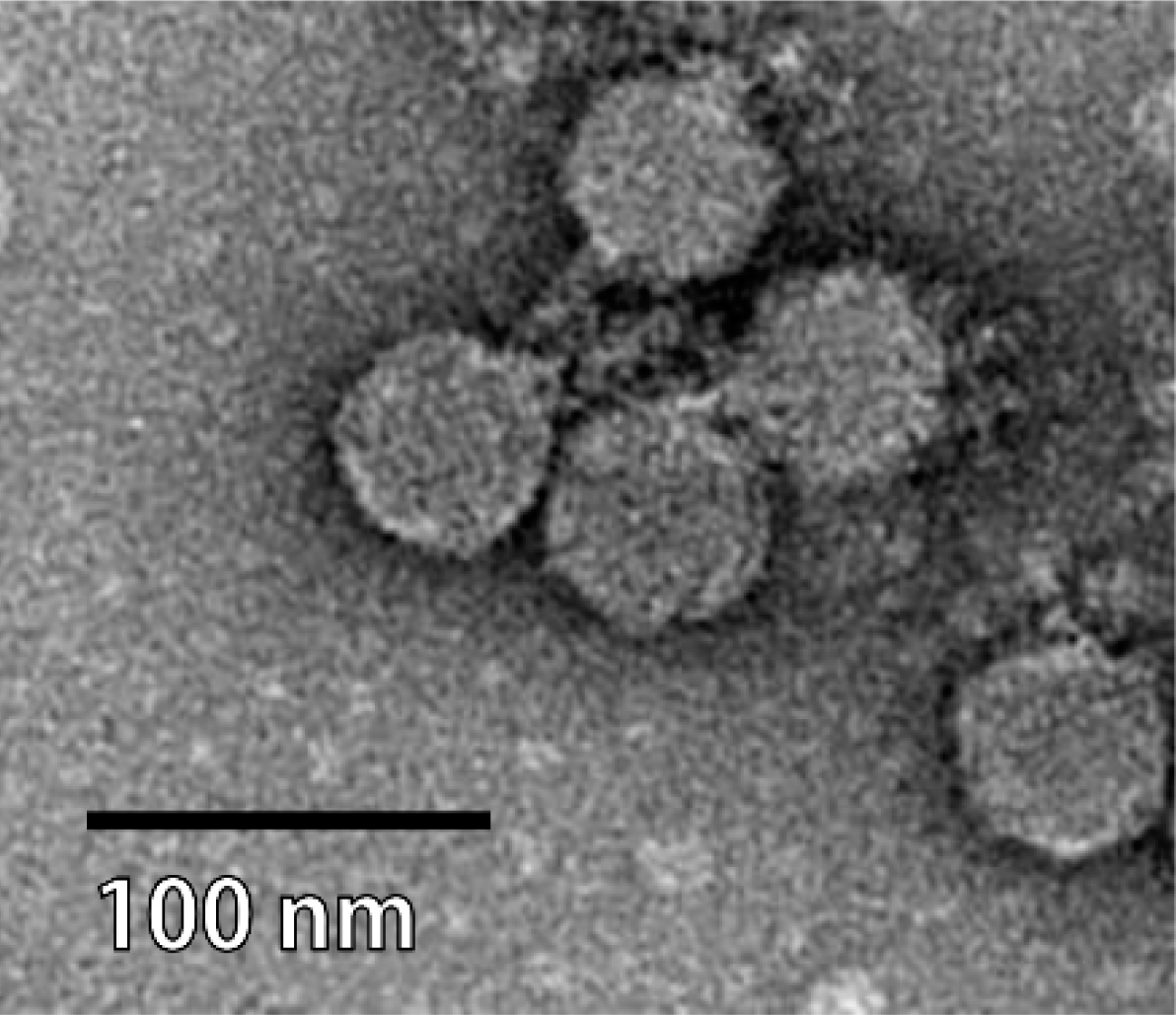
Clostridium-Phage CPS2, Guelinviridae
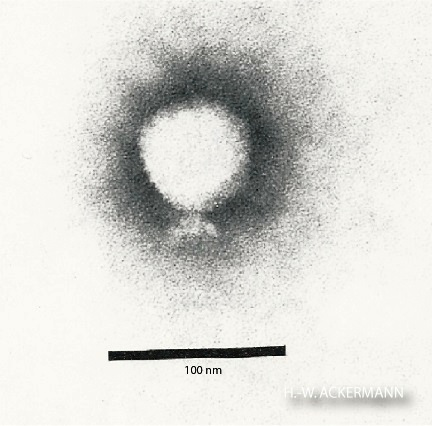
Lederbergvirus, Podoviren
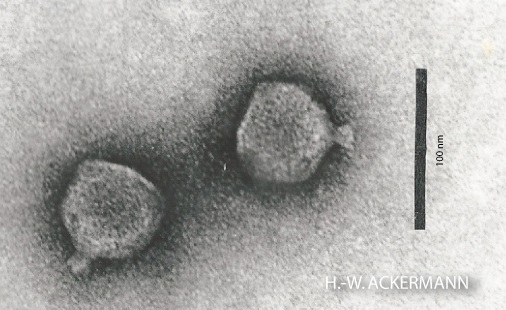
Bruynoghevirus, Podoviren
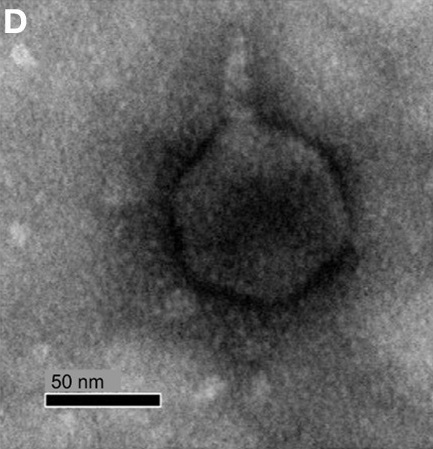
Roseovarius-Virus RPP1, Schitoviridae